# De Adelaarshorst
De Adelaarshorst – wielofunkcyjny stadion w mieście Deventer w Holandii. Najczęściej używany jest jako stadion piłkarski, a swoje mecze rozgrywa na nim drużyna Go Ahead Eagles. Stadion może pomieścić 6400 widzów, a został wybudowany w 1920 roku.
Jeden raz w historii rozegrano na tym stadionie mecz reprezentacji Holandii. Było to spotkanie kwalifikacyjne do Mistrzostw Świata w RFN. Odbyło się 29 sierpnia 1973, a Holandia pokonała Islandię 8:1. Po 2 gole strzelili wówczas Willy Brokamp i Johan Cruyff.